# بيدرو ميغيل
بيدرو ميغيل كارفاليو ديوس كورييا (بالبرتغالية: Pedro Miguel Carvalho Deus Correia‏) ويُعرف أيضًا باسمِ رُو رُو (بالبرتغالية: Ró-Ró‏) (من مواليد 6 آب/أغسطس 1990) هو لاعب كرة قدم قطري، وُلد في البرتغال، يلعبُ لصالحِ نادي السد في دوري نجوم قطر و‌منتخب قطر لكرة القدم كمدافعٍ.
وُلد بيدرو ميغيل في البرتغال؛ لكنَّه يُمثِّلُ منتخب قطر على المستوى الدولي حيثُ دافع عن ألوان العنَّابي في كأس آسيا 2019 وتُوِّج باللقب كما شارك مع المنتخب في المباريات الثلاث التي لعبتها قطر كضيفةِ شرفٍ في كوبا أمريكا 2019.

## المسيرة الكرويّة
وُلد بيدرو ميغيل في مدينة شنترة بالبرتغال لكنَّ أصوله تُعود للرأسِ الأخضر. لعبَ بيدرو لعدة أندية في شبابهِ؛ حيثُ خاض أول مباراةٍ رسميّةٍ معَ نادي فارنزي في دوري الدرجة الرابعة البرتغالي ثم انتقل في الموسمِ الموالي إلى نادي مينيرو الذي ينشطُ في نفس الدرجة. قبل أن ينتقلَ إلى نادي بنفيكا وأمضى معهُ ما يقرب من خمسة مواسم. بحلول كانون الثاني/يناير 2011؛ غادر بيدرو مسقط رأسه نحوَ قطر حيثُ وقَّع لصالح النادي الأهلي الذي سجَّل معه هدفه الأول أمام نادي الخريطيات في السابع من كانون الثاني/يناير 2012 في المباراةِ التي خسرها فريقه بـ 2-4.
ظهر بيدرو ميغيل في ستِّ مبارياتٍ فقط في أول موسمٍ له في دوري نجوم قطر قبل أن يهبطَ فريقه إلى دوري الدرجة الثانيّة. انضمَّ بيدرو لنادي السد في عام 2016 وقدم مستوى جيدًا معه ما مكّنه من اللعب منتخب قطر. نجحَ بيدرو في إبرازِ قدراتهِ الدفاعيّة والهجوميّة مع المدرب جوسفالدو فيريرا الذي أعطاهُ فرصًا أكثر للعب حيثُ شاركَ كأساسي في معظم مبارياتِ فريقه.

## المسيرة الدوليّة

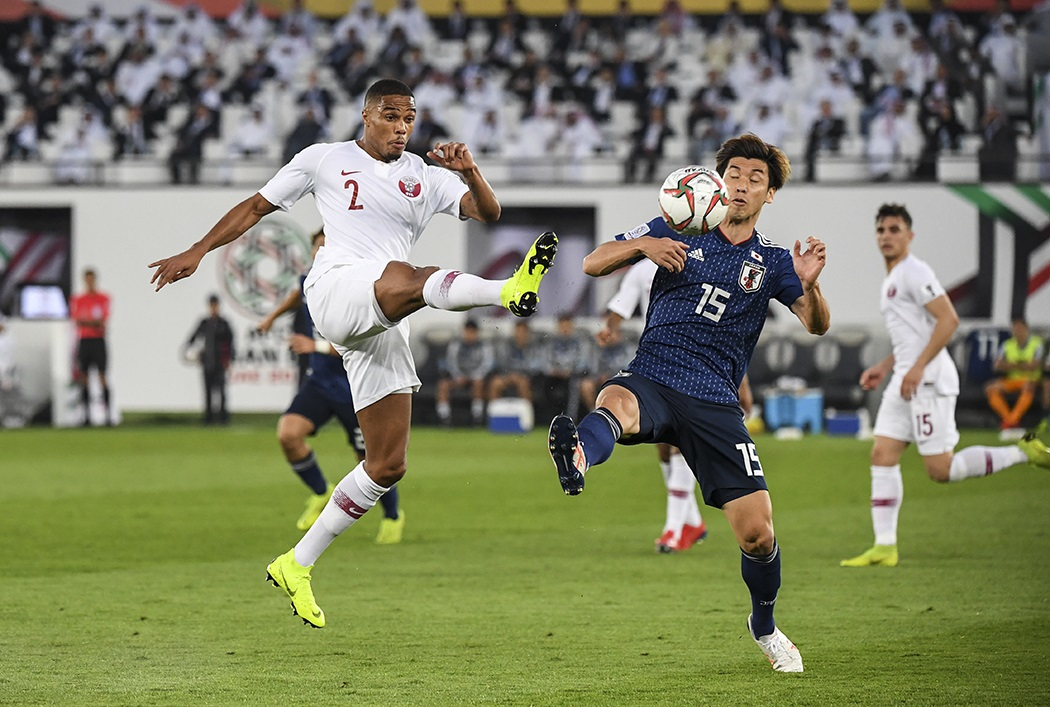
بيدرو ميغيل (يسار) في مباراةِ قطر ضد اليابان في نهائي كأس آسيا 2019

لعبَ بيدرو ميغيل أول مباراةٍ له مع المنتخب القطري في 29 آذار/مارس عام 2016 والتي خسرها العنابي بهدفين نظيفينِ أمامَ الصين في إطارِ تصفيات كأس العالم 2018. برزَ بيدرو ميغيل في كأس آسيا 2019 حينما شاركَ في كل مباريات المنتخب الذي يُمثله وتُوِّج في النهاية باللقبِ من الإمارات العربية المتحدة عقب الفوزِ في المباراة النهائيّة على منتخب اليابان.

### قائمة الأهداف الدولية
هذه قائمة الأهداف الدولية للاعب بيدرو ميغيل مع المنتخب القطري حتَّى 23 كانون الأول/ديسمبر 2017:
| #  | التاريخ                    | المكان                                 | الخصم | النتيجة | النتيجة النّهائية | المُنافسة                          |
| -- | -------------------------- | -------------------------------------- | ----- | ------- | ---------------- | --------------------------------- |
| 1. | 23 كانون الأول/ديسمبر 2017 | ملعب نادي الكويت، مدينة الكويت، الكويت | اليمن | 4 -0    | 4-0              | كأس الخليج العربي الثالث والعشرون |

## الألقاب والإنجازات

### النادي
السد القطري
- دوري نجوم قطر: 2018-1919
- كأس قطر: 2017
- كأس أمير قطر: 2017 / 2020
- كأس السوبر القطري: 2017

### المنتخب
منتخب قطر
- كأس آسيا: 2019[11] و 2023

## روابط خارجية
- بيدرو ميغيل على موقع الاتحاد الأوربي (الإنجليزية)
- بيدرو ميغيل على موقع إي إس بي إن إف سي (الإنجليزية)
- بيدرو ميغيل على موقع قاعدة بيانات كرة القدم.إي يو (الإنجليزية)
- بيدرو ميغيل على موقع ليكيب (الفرنسية)
- بيدرو ميغيل على موقع ناشيونال فوتبول تيمز (الإنجليزية)
- بيدرو ميغيل على موقع Soccerway.com (الإنجليزية)
- بيدرو ميغيل على موقع عالم كرة القدم.نت (الإنجليزية)